# Боро Рудић
Боро Рудић (Мркоњић Град, 30. август 1957) је српски политичар, посланик Народне скупштине Републике Српске, предсједник фудбалског клуба „Слобода“ из Мркоњић Града и члан скупштине Ветеринарске коморе Републике Српске.
Рођен је 1957. године у Мркоњић Граду. По занимању је ветеринар. У Народну скупштину је ушао као члан Странке независних социјалдемократа. Члан је Одбора за борачко-инвалидску заштиту и замјеник предсједника Одбора за заштиту животне средине.